# Liste der Studentenverbindungen in Köthen
Die Liste der Studentenverbindungen in Köthen verzeichnet die verlegten und erloschenen Studentenverbindungen in Köthen (damals als Cöthen oder Coethen bezeichnet), welche unterschiedlichen Korporationsverbänden angehören oder angehörten. Sie waren am Friedrichs-Polytechnikum Köthen, der späteren Gewerbe-Hochschule, ansässig.

## Verlegte Verbindungen
Hier sind die Verbindungen verzeichnet, welche aus Köthen heraus verlegt wurden, dies geschah häufig unter Fusion mit einer anderen Korporation. Teilweise sind diese Verbindungen wiederum selbst suspendiert, erloschen oder erneut verlegt. Die Sortierung erfolgt nach dem Gründungsdatum.
|  |
|  |
|  |
|  |
|  |

|  |
|  |
|  |

|  |
|  |
|  |
|  |
|  |

|  |
|  |
|  |

|  |
|  |
|  |
|  |
|  |

|  |
|  |
|  |
|  |
|  |

|  |
|  |
|  |
|  |
|  |

|  |
|  |
|  |
|  |
|  |

|  |
|  |
|  |
|  |
|  |

|  |
|  |
|  |
|  |
|  |

f.f. = farbenführend, ansonsten farbentragend; v.u. = von unten gelesen

## Bereits in Köthen erloschene Verbindungen
Hier werden die nicht verlegten und bis zum Ende der Weimarer Republik in Köthen bestehenden Studentenverbindungen aufgeführt. Sie wurden in der Nachkriegszeit nicht wiederbegründet und sind daher mittlerweile erloschen. Die Sortierung erfolgt nach dem Gründungsdatum.
| Name                            | Gründung | Farben                                       | Wappen | Zirkel | Verband | Fechtfrage | Mitglieder | Anmerkungen |
| ------------------------------- | -------- | -------------------------------------------- | ------ | ------ | ------- | ---------- | ---------- | ----------- |
| Burschenschaft Alemannia        |          | \| \| \| \| \| \| \| \| \| \| grün-weiß-gold |        |        |         | schlagend  | Männer     |             |
| Burschenschaft Burgundia        |          |                                              |        |        |         | schlagend  | Männer     |             |
| Landsmannschaft Palaio-Germania |          |                                              |        |        |         | schlagend  | Männer     |             |
| Landsmannschaft Vandalia        |          |                                              |        |        |         | schlagend  | Männer     |             |
| Landsmannschaft Cheruskia       |          |                                              |        |        |         | schlagend  | Männer     |             |
| W! Gothia                       |          |                                              |        |        |         | schlagend  | Männer     |             |
| W! Borussia                     |          |                                              |        |        |         | schlagend  | Männer     |             |
|                                 |          |                                              |        |        |         |            |            |             |
|                                 |          |                                              |        |        |         |            |            |             |
|                                 |          |                                              |        |        |         |            |            |             |
|                                 |          |                                              |        |        |         |            |            |             |
|                                 |          |                                              |        |        |         |            |            |             |

## Örtliche Zusammenschlüsse
Einige Zeit nach ihrer Gründung entwickelten sich die Verbindungen zu Landsmannschaften. Sie, die Landsmannschaften Suevia und Baltia, bildeten im WS 1897 den Convent vereinigter Landsmannschaften. Im SS 1899 benannte sich der Convent in Cöthener Landsmannschafter Convent (CLC) um.
In der Hoffnung, sich dadurch einem größeren Verband anschließen zu können, beschlossen Suevia und Baltia im Februar 1906 sich in ein Corps umzuwandeln. Am 26. Februar 1906 gründeten sie daher den Askanischen Senioren-Convent. Die Corpsprinzipien wurden in die neu erarbeiteten Statuten aufgenommen und bereits ab März 1906 renoncierte die in ein Corps umgewandelte Markomannia im ASC, bis sie schließlich im November 1906 recipiert wurde. Das Corps Germania stieß 1920 endgültig zum ASV hinzu.
Am 14. Januar 1922 gründete der ASC den Allgemeinen Cöthener Waffenring. Die Probleme im Zusammenhang mit der nicht vollzogenen Verstaatlichung und der Aufstufung der Gewerbe-Hochschule zu einer Technischen Hochschule – das fehlende Maturitätsprinzip, das Diplomierungsrecht zum Dipl.-Ing. sowie das Promotionsrecht und die wachsende Entfremdung zwischen Korporationen sowie Rektor und Senat – führten dazu, dass die ASC-Corps Baltia, Suevia und Germania ab 1927 gemeinschaftlich handelten. Im Jahr 1928 schlug Markomannia einen eigenen Weg ein, indem sie mit dem RSC-Corps Brunsviga fusionierte.